# Phyllachora marisci-sieberiani
Phyllachora marisci-sieberiani är en svampart som beskrevs av Sawada 1943. Phyllachora marisci-sieberiani ingår i släktet Phyllachora och familjen Phyllachoraceae.   Inga underarter finns listade i Catalogue of Life.